# NGC 4603
NGC 4603 је спирална галаксија у сазвежђу Кентаур која се налази на NGC листи објеката дубоког неба.
Деклинација објекта је - 40° 58' 34" а ректасцензија 12h 40m 55,0s. Привидна величина (магнитуда) објекта NGC 4603 износи 12,4 а фотографска магнитуда 13,1. Налази се на удаљености од 36,949 милиона парсека од Сунца. NGC 4603 је још познат и под ознакама ESO 322-52, MCG -7-26-28, AM 1238-404, DCL 120, IRAS 12382-4042, PGC 42510.